# Kontiosaari (ö i Finland, Södra Savolax, Nyslott, lat 62,23, long 28,82)
Kontiosaari är en ö i Finland. Den ligger i sjön Enonvesi och i kommunen Enonkoski i den ekonomiska regionen  Nyslotts ekonomiska region  och landskapet Södra Savolax, i den sydöstra delen av landet, 300 km nordost om huvudstaden Helsingfors. Öns area är 6,4 hektar och dess största längd är 430 meter i nord-sydlig riktning.